# Tollund
Tollund er et område i Midtjylland, beliggende vest for Funder Kirkeby i Funder Sogn, 11 kilometer vest for Silkeborg. Landsbyen hører til Region Midtjylland og ligger i Silkeborg Kommune.
Det afgrænses mod syd af Hesselhus og Abildskov-områderne, mod nord af Ellingvej, Funder Kirkeby mod øst og Bølling Sø mod vest. Hærvejen skærer igennem Tollund, og området har været beboet siden den yngre bronzealder. 
Tollund er naturskønt og med genetableringen af Bølling Sø, med naturplejen omkring Funder Å's udspring og med den store renovering af Tollundgaard samt anlæggelse af Tollundgaard Golf Park går området i retning af at blive rekreativt.
Navnet er kendt  fra mosefundet Tollundmanden der lige som Ellingpigen er fundet i området.
|  | Denne artikel om lokaliteten Tollund kan blive bedre, hvis der indsættes et (bedre) billede. Du kan hjælpe ved at afsøge Wikimedia Commons for et passende billede eller lægge et op på Wikimedia Commons med en af de tilladte licenser og indsætte det i artiklen. |

56°9′N 9°25′Ø / 56.150°N 9.417°Ø